# 伊萬科瓦
49°6′49″N 24°18′47″E / 49.11361°N 24.31306°E
伊萬科瓦（烏克蘭語：Іванкова），是烏克蘭的村落，位於該國西部伊萬諾-弗蘭科夫斯克州，由卡盧什區負責管轄，始建於1991年，面積1.84平方公里，2001年人口108，人口密度每平方公里58.7人。